# Holger Höhne
Holger Höhne (Füssen, 6 de mayo de 1970) es un deportista alemán que compitió en curling.
Ganó cinco medallas en el Campeonato Mundial de Curling entre los años 1994 y 2007, y tres medallas en el Campeonato Europeo de Curling entre los años 1992 y 2008.
Participó en dos Juegos Olímpicos de Invierno, ocupando el octavo lugar en Nagano 1998, el octavo en Turín 2006 y el sexto en Vancouver 2010, en la prueba masculina.

## Palmarés internacional
| Campeonato Mundial | Campeonato Mundial    | Campeonato Mundial | Campeonato Mundial |
| Año                | Lugar                 | Medalla            | Prueba             |
| ------------------ | --------------------- | ------------------ | ------------------ |
| 1994               | Oberstdorf (Alemania) | Medalla de bronce  | Equipo             |
| 1995               | Brandon (Canadá)      | Medalla de bronce  | Equipo             |
| 1997               | Berna (Suiza)         | Medalla de plata   | Equipo             |
| 2005               | Victoria (Canadá)     | Medalla de bronce  | Equipo             |
| 2007               | Edmonton (Canadá)     | Medalla de plata   | Equipo             |
| Campeonato Europeo |                       |                    |                    |
| Año                | Lugar                 | Medalla            | Prueba             |
| 1992               | Perth (Reino Unido)   | Medalla de oro     | Equipo             |
| 1997               | Füssen (Alemania)     | Medalla de oro     | Equipo             |
| 2008               | Örnsköldsvik (Suecia) | Medalla de bronce  | Equipo             |